# Epispirala
Epispirala je ravninska krivulja. 

## Enačba v polarnih koordinatah
V polarnem koordinatnem sistemu je enačba epispirale:
{\displaystyle r=a\sec {n\theta }\!\,.}
Če je {\displaystyle n\,} lih, ima krivulja {\displaystyle n\,} delov (vej). Kadar pa je sod, ima {\displaystyle 2n\,} vej.  